# Jürgen Stock
Jürgen Stock (sinh ngày 4 tháng 10 năm 1959) là một sĩ quan cảnh sát và học thuật người Đức. Ông giữ chức vụ tổng thư ký của Interpol kể từ ngày 7 tháng 11 năm 2014.

## Tiểu sử
Stock sinh ngày 4 tháng 10 năm 1959 tại Wetzlar, Đức. Ông gia nhập Kriminalpolizei ở Hesse năm 1978 và giữ chức vụ sĩ quan cho đến năm 1992. Từ năm 1992 đến năm 1996, ông đến Đại học Giessen để nghiên cứu khoa học về tội phạm học. Năm 1996, ông làm luật sư, trước khi trở lại Bundeskriminalamt để trở thành phó trưởng đơn vị chống tội phạm kinh tế. Stock trở thành Hiệu trưởng của Đại học Khoa học Cảnh sát Ứng dụng ở Sachsen-Anhalt vào năm 1998.
Năm 2000, ông trở lại Bundeskriminalamt một lần nữa để đứng đầu Viện Nghiên cứu và Đào tạo Thực thi Pháp luật. Năm 2004, ông trở thành Phó Chủ tịch của Bundeskriminalamt.
Ông cũng là Giáo sư danh dự về Luật và Tội phạm học tại Đại học Giessen.

## Interpol
Kể từ năm 2005, Stock làm việc cho Interpol. Ông là Phó Chủ tịch châu Âu của tổ chức này từ năm 2007 đến năm 2010. Vào ngày 7 tháng 11 năm 2014, ông được Đại hội đồng bầu làm Tổng thư ký Interpol, ông tiếp quản vị trí này từ Ronald Noble. Ông được bầu với nhiệm kỳ 5 năm. Vào tháng 10 năm 2019, ông được bầu lại cho nhiệm kỳ 5 năm thứ hai.